# Jakob Rest
Jakob Rest (* 23. Jänner 1991) ist ein österreichischer Grasskiläufer. Er gehört dem A-Kader des Österreichischen Skiverbandes an, ist vierfacher Juniorenweltmeister, wurde 2011 Vize-Weltmeister im Slalom und fuhr im Weltcup bisher zweimal auf das Podest.

## Karriere

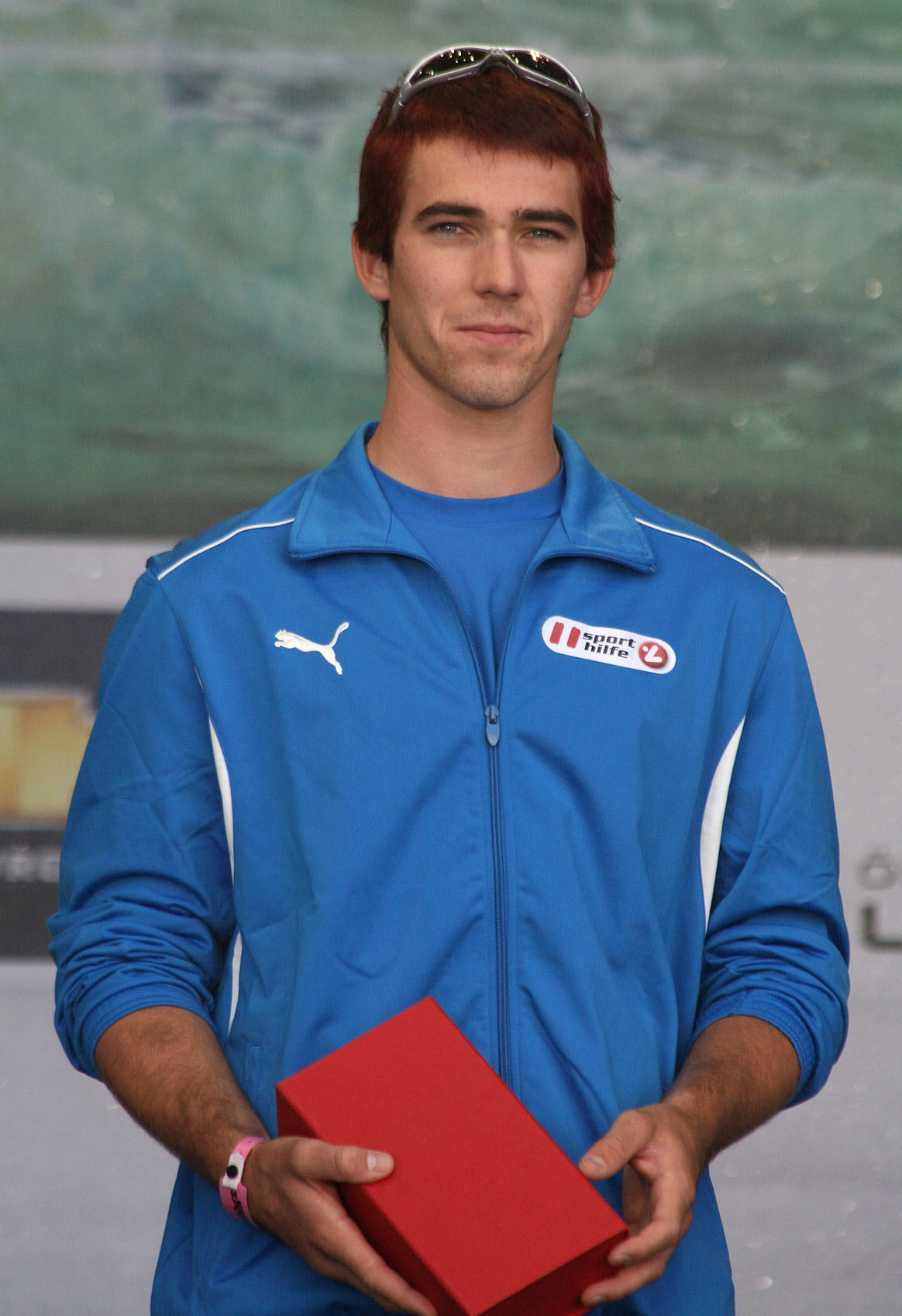
Jakob Rest beim Tag des Sports 2009

Jakob Rest bestritt seine ersten FIS-Rennen im Mai 2006. Im Juli nahm er an der Juniorenweltmeisterschaft im tschechischen Horní Lhota u Ostravy teil und erreichte dabei im Slalom und im Riesenslalom jeweils den neunten Platz sowie Rang elf in der Kombination und Rang 20 im Super-G. Am 19. August fuhr Rest sein erstes Weltcuprennen. Im Riesenslalom von České Petrovice belegte er den 28. Rang, am nächsten Tag kam er im Slalom bereits auf Platz 14. Beim Weltcupfinale in Forni di Sopra fuhr er weitere drei Mal unter die besten 20, womit er in der Gesamtwertung der Saison 2006 den 23. Platz erreichte. Zu Beginn der Weltcupsaison 2007 gelangen Rest seine ersten Top-10-Platzierungen. In Dizin wurde er Neunter im Riesenslalom und Achter im Super-G. Im letzten Weltcuprennen des Jahres, der Super-Kombination in Rettenbach, kam er ebenfalls unter die besten zehn, wodurch er sich in der Gesamtwertung auf Rang elf verbesserte. Gute Leistungen zeigte Rest auch bei der Juniorenweltmeisterschaft im August 2007 in Welschnofen. Er gewann die Silbermedaille in der Super-Kombination und Bronze im Super-G. Einen Monat später nahm er auch an der Weltmeisterschaft 2007 in Olešnice v Orlických horách teil. Hier war sein mit Abstand bestes Resultat der 16. Platz im Slalom, in den anderen Bewerben kam er nicht unter die besten 30.
Am 6. Juli 2008 fuhr der damals 17-Jährige zum ersten Mal in einem Weltcuprennen auf das Podest. Mit Laufbestzeit im zweiten Durchgang erreichte er im Slalom von Čenkovice hinter dem Tschechen Martin Štěpánek den zweiten Platz. In der Gesamtwertung der Saison 2008 erreichte er mit weiteren fünf Top-10-Resultaten den sechsten Rang. Bei der Juniorenweltmeisterschaft 2008 gewann Rest die Bronzemedaille im Slalom. Im Riesenslalom verpasste er eine zweite Medaille nur um drei Hundertstel Sekunden. In der Weltcupsaison 2009 erreichte Rest mit Platz zwei im Slalom von Maria Gugging am 30. August seinen zweiten Podestplatz. Insgesamt fuhr er achtmal unter die besten zehn, womit er den siebenten Rang im Gesamtklassement belegte. Bei der Juniorenweltmeisterschaft 2009 gewann Rest seinen ersten Titel. Er siegte im Slalom vor dem Tschechen Jan Gardavský und dem Slowaken Timotej Oravec, obwohl er am Vortag beim Riesenslalomtraining schwer gestürzt war. In der Super-Kombination gewann er die Bronzemedaille und im Super-G wurde er Vierter. Bei der Weltmeisterschaft 2009 in Rettenbach kam Rest in allen Bewerben unter die schnellsten 17, seine besten Resultate waren Platz fünf im Slalom und Rang zehn in der Super-Kombination.
Im April 2010 brach sich Jakob Rest die Hand, weshalb er erst ab Juli am Renngeschehen teilnehmen konnte. Anfang August gewann er bei der Juniorenweltmeisterschaft in Dizin den Riesenslalom und die Super-Kombination und wurde Fünfter im Super-G; lediglich im Slalom kam er nicht ins Ziel. Im Weltcup blieb er hinter den Ergebnissen der letzten zwei Jahre. In Dizin erreichte er mit Platz sechs im Riesenslalom sein bestes Saisonergebnis, danach fuhr er noch zweimal unter die besten zehn und wurde 16. im Gesamtweltcup. In der Weltcupsaison 2011 fuhr Rest viermal in die Top 10, womit er Elfter im Gesamtweltcup wurde. Den bisher größten Erfolg erzielte er bei der Weltmeisterschaft 2011 in Goldingen, als er mit elf Hundertstelsekunden Rückstand auf den Schweizer Domenic Senn die Silbermedaille im Slalom gewann. Zudem wurde er Zwölfter im Super-G. Auch bei der zeitgleich ausgetragenen Juniorenweltmeisterschaft war er erfolgreich. Er gewann vor dem Tschechen Lukáš Kolouch den Riesenslalom und damit seinen vierten Juniorenweltmeistertitel und wurde hinter Kolouch Zweiter im Super-G. Auf nationaler Ebene gewann er 2011 im Slalom seinen ersten Staatsmeistertitel. In der Saison 2012 nahm Rest nur an den beiden Weltcupslaloms in Triest teil, bei denen er Neunter und Achter wurde.

## Erfolge

### Weltmeisterschaften
- Olešnice v Orlických horách 2007: 16. Slalom, 31. Riesenslalom, 35. Super-G, 35. Super-Kombination
- Rettenbach 2009: 5. Slalom, 10. Super-Kombination, 14. Riesenslalom, 17. Super-G
- Goldingen 2011: 2. Slalom, 12. Super-G

### Juniorenweltmeisterschaften
- Horní Lhota 2006: 9. Slalom, 9. Riesenslalom, 11. Kombination, 20. Super-G
- Welschnofen 2007: 2. Super-Kombination, 3. Super-G, 7. Slalom, 8. Riesenslalom
- Rieden 2008: 3. Slalom, 4. Riesenslalom, 8. Super-G
- Horní Lhota 2009: 1. Slalom, 3. Super-Kombination, 4. Super-G
- Dizin 2010: 1. Riesenslalom, 1. Super-Kombination, 5. Super-G
- Goldingen 2011: 1. Riesenslalom, 2. Super-G, 6. Kombination, 7. Slalom

### Weltcup
- Saison 2008: 6. Gesamtrang
- Saison 2009: 7. Gesamtrang
- Zwei Podestplatzierungen

### Österreichische Meisterschaften
- Österreichischer Meister im Slalom 2011